# Cylisticus cretaceus
Cylisticus cretaceus là một loài chân đều trong họ Cylisticidae. Loài này được miêu tả khoa học năm 1957 bởi Borutzkii.